# Carmen Juares Palma
Carmen Juares Palma (Alianza, Hondures, 1986) és una activista i educadora social catalana d'origen hondureny. Ha participat en múltiples iniciatives en el camp dels drets laborals, el feminisme i l'antiracisme. És cofundadora de l'associació Mujeres Migrantes Diversas de treballadores de la llar i les cures. La intervenció de Juares al pregó de les Festes de la Mercè de Barcelona l'any 2018 va generar un considerable interès mediàtic i va contribuir a una major sensibilització sobre les condicions laborals de les treballadores de la llar a l'estat espanyol. El 2019 va ser una de les impulsores de la campanya «Actualització pendent» a favor de la diversitat i dels drets civils i en contra del racisme.

## Biografia

### Primers anys i arribada a Catalunya
Juares va néixer i créixer en el municipi d'Alianza, Valle, una zona rural del sud d'Hondures. La seva família va patir de manera directa les conseqüències de l'alt nivell de violència i d'impunitat existents en aquest país. Va marxar d'Hondures fugint de la violència i des del 2005 viu a la ciutat de Barcelona. Els sis primers anys que va passar a la ciutat va estar treballant com a interna a casa d'una dona que patia una demència, només tenia nou o deu hores de descans a la setmana. En regularitzar la seva situació administrativa va continuar treballant en el camp de les cures i de la dependència. És tècnica superior en integració social i tècnica auxiliar d'infermeria. El 2021 es va graduar en Educació Social per la Universitat de Barcelona, dedicant el seu treball final de grau (TFG) a l'impacte que produeix en la salut el fet de treballar com a cuidadora interna de persones en situació de dependència.
El 2015 Juares va ser una de les fundadores de l'associació Mujeres Migrantes Diversas, organització sense ànim de lucre que s'ocupa de defensar els drets de les dones migrades treballadores de la llar i les cures. L'associació va ser creada per un grup de dones llatinoamericanes treballadores de la llar i està composta majoritàriament per treballadores de la llar en règim d'internes. Les activitats que es realitzen des de l'associació inclouen cursos de formació, classes de llengua catalana, enfortiment de xarxes, assessorament, acompanyament i incidència social i política.

### Intervenció al pregó de la Mercè
Durant el pregó de les festes de la Mercè de Barcelona del 2018, l'actriu i directora Leticia Dolera va voler cedir una part del discurs a Carmen Juares, de qui va destacar en presentar-la la seva defensa dels drets de les dones migrades treballadores de la llar i les cures. «Gràcies a ella he vist la meva ciutat des d'una altra perspectiva», li va agrair l'actriu abans de cedir-li la paraula. En la seva intervenció, realitzada íntegrament en català, Juares va voler donar visibilitat a les dones migrades que pateixen les precàries condicions que va viure ella en arribar a Catalunya, va qualificar la Llei d'estrangeria d'«injusta i racista» i va reivindicar la Barcelona que, segons les seves paraules, «lluita des dels marges».
| « | Poc després d'arribar, amb 19 anys, la manca d'oportunitats a la qual ens aboca, a moltes persones, una llei d'estrangeria injusta i racista, em va forçar a treballar com a cuidadora interna. Sis anys de solitud durant els quals vaig estar tancada 24 hores tenint cura de la Francisca, una dona gran que patia una demència. Només disposava de nou hores lliures durant tota la setmana. Recordo les Festes de la Mercè, veure el festival pirotècnic des del terrat i envejar la gent que en podia gaudir. | » |

El desembre del 2018 va ser seleccionada pel diari ARA com una de les "18 dones del 2018", en un article on es destacava l'efecte que havia tingut la seva intervenció al pregó de la Mercè de Barcelona. La intervenció de Juares al pregó de les festes de la Mercè va generar un considerable interès en els mitjans de comunicació, tant catalans i espanyols com hondurenys, i va contribuir a una major visibilització de les condicions laborals de les treballadores de la llar immigrants a l'estat espanyol.

### Activisme en favor dels drets laborals, el feminisme i l'antiracisme
L'any 2018 va ser escollida, juntament amb la periodista Júlia Bertran i l'activista transsexual Sofia Bengoetxea, per fer la lectura del manifest de la marxa en Barcelona convocada amb motiu del Dia Internacional per a l'Eliminació de la Violència contra les Dones. L'any 2019 Juares va ser una de les impulsores i portaveus de la campanya «Actualització pendent» a favor dels drets civils i la diversitat i en contra del racisme. Van formar part d'aquesta campanya les organitzacions Oxfam Intermón, Irídia i Mundo en Movimiento, així com altres activistes d'origen migrant com la campiona del món de Kendo Zenib Laari i el president de SOS Racismo Moha Gerehou. Com a part de la campanya van tenir lloc actes a Madrid i a Barcelona i es van difondre vídeos protagonitzats per les persones impulsores amb l'objectiu de posar de manifest la realitat diversa de la societat a l'estat espanyol. Des del 2019 fins al 2022 va ser la responsable de Noves realitats del treball i precarietat de Comissions Obreres de Catalunya. Durant la pandèmia de COVID-19 va denunciar en vàries ocasions l'empitjorament de les condicions laborals sofert per les treballadores de la llar i de la cura.

### Posicionaments
En articles i intervencions en mitjans de comunicació Juares es posiciona com a feminista i antiracista i reflexiona sobre l'organització dels treballadors i treballadores en sectors laborals caracteritzats per una alta precarietat. Ha analitzat en entrevistes i articles la relació entre les opressions per raó de gènere, origen i classe social. Ha denunciat en diverses ocasions les limitacions existents a Espanya respecte al dret al vot de les persones immigrants i ha defensat un dret al vot lligat a la residència. Sobre la Llei d'estrangeria, ha declarat:
| « | És injusta, racista i classista. Si venen jugadors de primera elit no es troben amb aquest problema. Si ve un maharajà, no té aquest problema. Si ve una persona russa amb diners, es compra un pis aquí i té permís de residència. Si ets una persona pobre, que ve fugint de situacions molt dures, et topes amb la llei d'estrangeria. | » |

Juares es defineix com a feminista però que el feminisme hegemònic no representa totes les seves lluites: 
| « | Les meves lluites diàries van juntes amb les de les dones trans; de les que no arriben a fi de mes; les que no tenen papers; les que havent regularitzat la seva situació tenen una targeta que després d'un any han de renovar i que si no tenen contracte de treball tornen a quedar altra vegada irregulars; de les dones, siguin d'aquí o d'allà, que tenen un fill amb diversitat funcional que han de reduir la seva jornada perquè no tenen el suport de l'administració; o d'aquelles amb diversitat funcional que volen viure la seva vida sexual, social i afectiva plenament. El meu feminisme i la meva lluita és aquesta. El feminisme hegemònic, fins ara, no ho representa. | » |

## Publicacions
- Juares, Carmen. «Feminismo migrante antirracista». Feminismos. Miradas desde la diversidad. Pikara Magazine - Ediciones Oberón, 2019. ISBN 978-84-415-4204-4.[30][31]